# Голубой сдвиг
Голубо́й сдвиг (англ. blue shift или англ. hypsochromic shift) — смещение края полосы поглощения света в высокочастотную область в полупроводниках при уменьшении размера его частиц.

## Описание
Эффект вызван тем, что при уменьшении размера полупроводникового кристалла наблюдается увеличение ширины запрещённой зоны. При этом для возбуждения электронов из валентной зоны в зону проводимости требуется бо́льшая энергия поглощённого кванта, поэтому наблюдается смещение края полосы поглощения в сторону уменьшения длины волны.
Для описания голубого сдвига было предложено несколько физических моделей. Исторически первой была модель, предложенная для описания голубого сдвига, обнаруженного для наночастиц {\displaystyle {\ce {CuCl2,}}} сформированных на поверхности пористого стекла. Модель рассматривает носители заряда (электроны и дырки), образующиеся при поглощении кванта света, как частицы в потенциальной яме. Размер потенциальной ямы, в свою очередь, соответствует размеру наночастицы.
Эффект влияния размера наночастиц проявляется и при обратном процессе — рекомбинации электрона и дырки с испусканием излучения (люминесценции), длина волны которого также зависит от размера частиц. Наиболее ярко эффект голубого сдвига проявляется при уменьшении размера кристалла до размеров, близких к радиусу экситона в массивном полупроводнике (2—30 нм), такие частицы называют квантовыми точками.
В наночастицах может наблюдаться переход от сформировавшейся зонной структуры к дискретным энергетическим уровням (см. рисунок 1), что приводит к трансформации края полосы поглощения в пик поглощения при уменьшении размера частиц.